# Exochomus childreni
Exochomus childreni – gatunek chrząszcza z rodziny biedronkowatych i podrodziny Coccinellinae. Występuje endemicznie w południowo-wschodniej części Stanów Zjednoczonych.

## Taksonomia
Gatunek ten opisany został po raz pierwszy w 1850 roku przez Étienne’a Mulsanta na łamach  „Annales des Sciences Physiques et Naturelles, d’Agriculture et d’Industrie”. Jako miejsce typowe wskazano Florydę. W 1852 roku Exochomus guexi opisany został z Luizjany przez Johna Lawrence’a LeConte’a. W 1985 roku jego ranga obniżona została do podgatunku E. childreni guexi przez Roberta Gordona. Z kolei opisany w 1899 roku z Brownsville w Teksasie przez Thomasa Lincolna Caseya Exochomus latiusculus został z E. c. guexi zsynonimizowany.

## Morfologia
Chrząszcz o okrągławym, słabo wydłużonym w zarysie, silnie wysklepionym ciele długości od 2,8 do 3,6 mm i szerokości od 2,3 do 3 mm. Wierzch ciała jest nagi, gładki. Barwa głowy jest czarna. Czułki buduje dziesięć członów, z których trzy ostatnie formują buławkę. Przedplecze ma lekko odgięte brzegi boczne i delikatnie obrzeżoną krawędź nasadową. U E. c. childreni jest całkiem czarne, u samców E. c. guexi czarne z żółtymi kątami przednio-bocznymi lub żółtymi brzegami bocznymi, u samic E. c. guexi czarne z rozjaśnieniami w kątach przednio-bocznych. Pokrywy mają powierzchnię punktowaną delikatnie i drobno, w sposób niemal niedostrzegalny. Barwa pokryw jest czerwonożółta z czarnymi plamami tworzącymi zmienny wzór. Zwykle obecne są dwie pary dużych plam lub tylko jedna, położona w wierzchołkowej części pokryw para. Czasem plamy zlewają się w przepaski czy też w części wierzchołkowej leży trzecia plama na szwie. Podgięcia pokryw gwałtownie opadają dozewnętrznie. Odnóża mają tęgie uda, smukłe golenie i prawie kwadratowy ząbek u podstawy pazurków. Samiec ma sześć widocznych sternitów odwłoka (wentrytów) i niesymetryczny płat nasadowy genitaliów. Samica ma pięć widocznych wentrytów, długi przewód nasienny i zaopatrzone w infundibulum genitalia.

## Rozprzestrzenienie
Owad nearktyczny, endemiczny dla południowej części Stanów Zjednoczonych. Podgatunek nominatywny znany jest tylko z Florydy, natomiast podgatunek E. c. guexi podawany jest z Luizjany oraz południowej i wschodniej części Teksasu.